# غراهام نايت
غراهام نايت (بالإنجليزية: Graham Knight)‏ (15 يناير 1952 في المملكة المتحدة - ) هو لاعب كرة قدم بريطاني في مركز الدفاع. لعب مع نادي غيلينغهام وميدستون يونايتد ونادي دارتفورد وكانتربري سيتي ‏ وSittingbourne F.C. ‏.